# Radisson (Wisconsin)
Radisson è un comune degli Stati Uniti d'America, situato in Wisconsin, nella contea di Sawyer.